# Liparis dalzellii
Liparis dalzellii är en orkidéart som beskrevs av Joseph Dalton Hooker. Liparis dalzellii ingår i släktet gulyxnen, och familjen orkidéer. Inga underarter finns listade i Catalogue of Life.